# RAF Iraq Command
L'Iraq Command était un commandement interservices dirigé par la Royal Air Force, chargé des forces britanniques en Irak dans les années 1920 et début des années 1930, au cours de la période du mandat britannique de Mésopotamie. Il continua sous le nom de British Forces in Iraq jusqu’à son remplacement en 1941 par l'AHQ Iraq (en). Il se composait d'unités de la Royal Air Force, de la Royal Navy, de l'armée britannique, du Commonwealth et d'unités locales, commandées par un officier de la RAF normalement du rang de vice-maréchal de l'air.

### Articles détaillés
- Irak sous l'Empire ottoman
- Mandat britannique de Mésopotamie
- Royaume d'Irak
- Iraqforce
- Persia and Iraq Command